# جيف غاردنر
جيف غاردنر (بالإنجليزية: Jeff Gardner)‏ هو لاعب كرة قاعدة أمريكي، ولد في 4 فبراير 1964 في شاطئ نيوبورت في الولايات المتحدة.

## وصلات خارجية
- جيف غاردنر على موقعبيزبول رفرنس.كوم (الدوري الرئيسي) (الإنجليزية)
- جيف غاردنر على موقعبيزبول رفرنس.كوم (الدوري الثانوي) (الإنجليزية)
- جيف غاردنر على موقع مشجعي الرسوم البيانية (الإنجليزية)